# François Halma

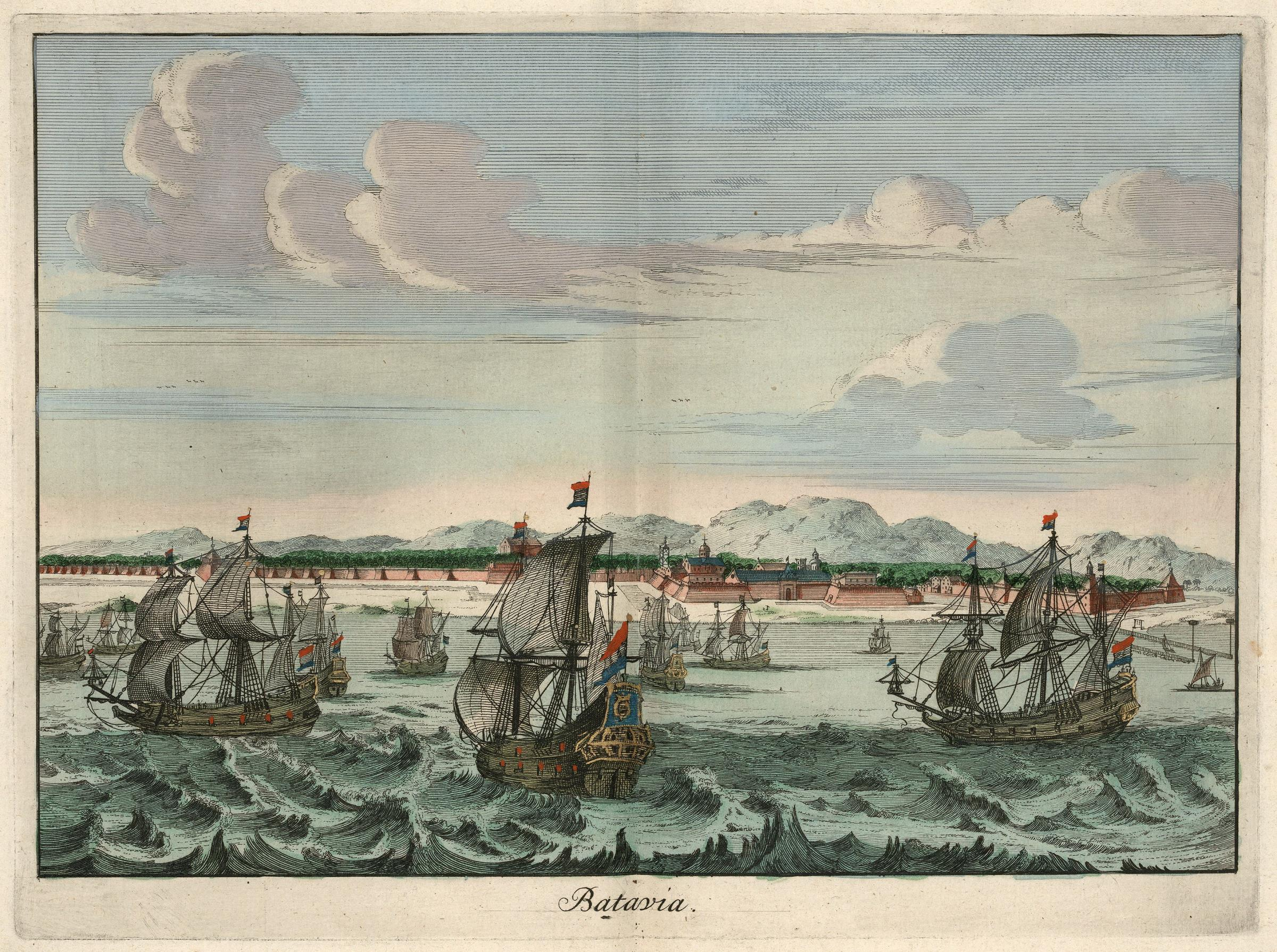
Gezicht op Batavia (ca. 1705), uitgave François Halma

François Halma (Langerak, 3 januari 1653 – Leeuwarden, 13 januari 1722) was een Nederlandse drukker, uitgever en boekhandelaar, achtereenvolgens in Utrecht, Amsterdam en Leeuwarden.

## Leven en werk
Halma was vanaf 1674 werkzaam te Utrecht, waar hij zich vestigde als boekverkoper en in 1684 benoemd werd tot academiedrukker. Na zijn verhuizing naar Amsterdam in 1699 vestigde hij zich in de Gravenstraat nabij de Dam. In 1701 werd hij benoemd tot academiedrukker van Franeker, en in 1709 tot Statendrukker van Friesland. Hij verhuisde in 1711 naar Leeuwarden, waar hij in 1722 overleed.
Halma bracht vele werken uit, onder meer op het gebied van godgeleerdheid, filosofie en geografie. Bekenden met wie hij samenwerkte, waren Johannes Georgius Graevius en schrijvers David van Hoogstraten en Arnold Moonen. In de Schotanusatlas werd van Halma in 1718 een serie kaarten toegevoegd, van Uitbeeldinge der Heerlijkheid Friesland.